# Кузнечиха (Пермский край)
Кузнечиха — село в Осинском городском округе Пермского края России.

## Географическое положение
Село расположено недалеко от левого берега Камы на расстоянии примерно 11 километров по прямой на северо-восток от города Оса на дороге Юго-Камский-Оса.

## Климат
Климат умеренно - континентальный. Средняя температура в зимние месяцы –10ºC. Средняя температура в летние месяцы +20ºC. Однако в летнее время не исключены и заморозки.
Количество атмосферных осадков за год около 598 мм, из них большая часть приходится на тёплый период (июнь-июль).
Образование устойчивого снежного покрова происходит в начале ноября. Средняя продолжительность снежного покрова 160-170 дней. Средняя из наибольших декадных высот снежного покрова за зиму — 64 см. Таяние снега начинается в конце апреля.

## История
Основано в 1813 году, с 1907 года село. Население составляло 126 человек (1836), 162 человека (1904). Имеется Прокопьевская церковь. 
С 2006 по 2019 год входило в состав Горского сельского поселения Осинского района. После упразднения обоих муниципальных образований стало рядовым населенным пунктом Осинского городского округа.

## Население
| 2010 |
| ---- |
| 265  |

Постоянное население составляло 326 человек (99% русские) в 2002 году. 